# Slaget vid Yellow Ford
Slaget vid Yellow Ford (gaeliska: Beal an Atha Buidhe) utkämpades i södra Armagh i Ulster, nära floden Blackwater i augusti 1598 mellan gaeliska irländska rebellarmén under Hugh O'Neill och Hugh Roe O'Donnell och en engelsk expeditionsstyrka under Henry Bagenal. Engelsmännen försökte tåga från staden Armagh för att avlösa ett fort vid Blackwater, men hamnade i ett välförberett bakhåll och drabbades av stora förluster.